# Randonnée en Andorre
L'activité de randonnée pédestre en Andorre est une activité physique et touristique.

## Chemins de randonnée
Le pays est traversé par six chemins de grande randonnée, pour la plupart transfrontaliers, qui représentent à eux seuls un peu plus de 300 km de chemins, auxquels viennent s'ajouter de nombreux sentiers répartis dans l'ensemble de la principauté.
Le GRP est exclusivement situé en territoire andorran. Il est le plus long de ces six chemins et forme une boucle s'étendant sur environ 120 km au travers de toutes les paroisses du pays. Il se parcourt généralement en sept étapes selon la disponibilité des refuges de montagne.
Le GRP présente des tronçons communs avec deux sentiers transfrontaliers : le GR 11 espagnol et le GR7 franco-espagnol. Le GR7 traverse le sud-est du pays et s'étend sur 40 km, notamment au travers de la vallée du Madriu-Perafita-Claror. Le GR11 traverse quant à lui la principauté d'est en ouest sur une longueur d'environ 30 km.
Enfin trois chemins transfrontaliers font une incursion andorranne : la Haute randonnée pyrénéenne (HRP), le Tour des Lacs et la Route des Trois Nations.
Les chemins de randonnée andorrans sont agrémentés de panneaux d'information permettant aux randonneurs de s'orienter mais également d'obtenir des indications concernant la durée de marche.

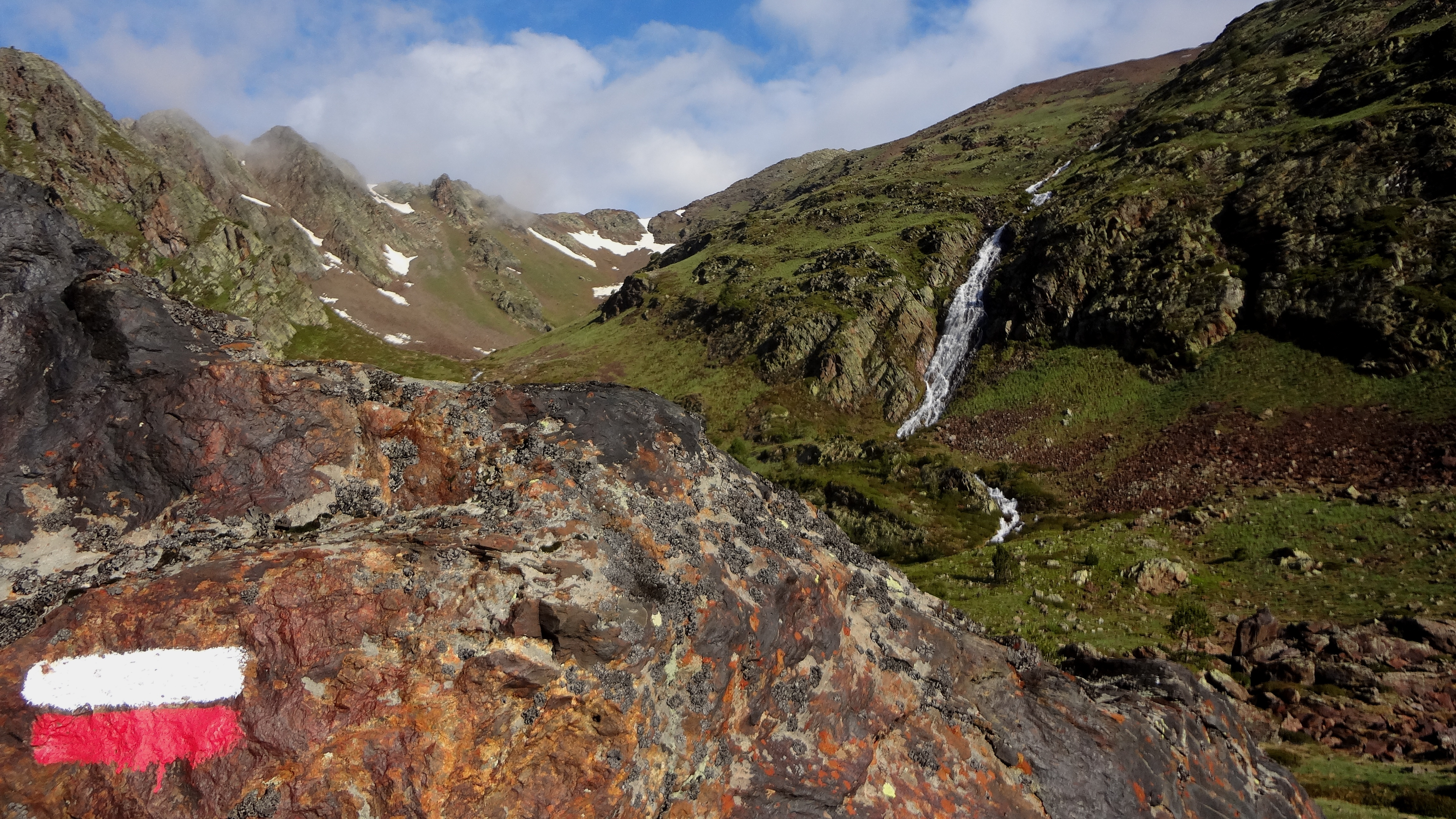
Le GR 11 à proximité du pic de Sanfonts
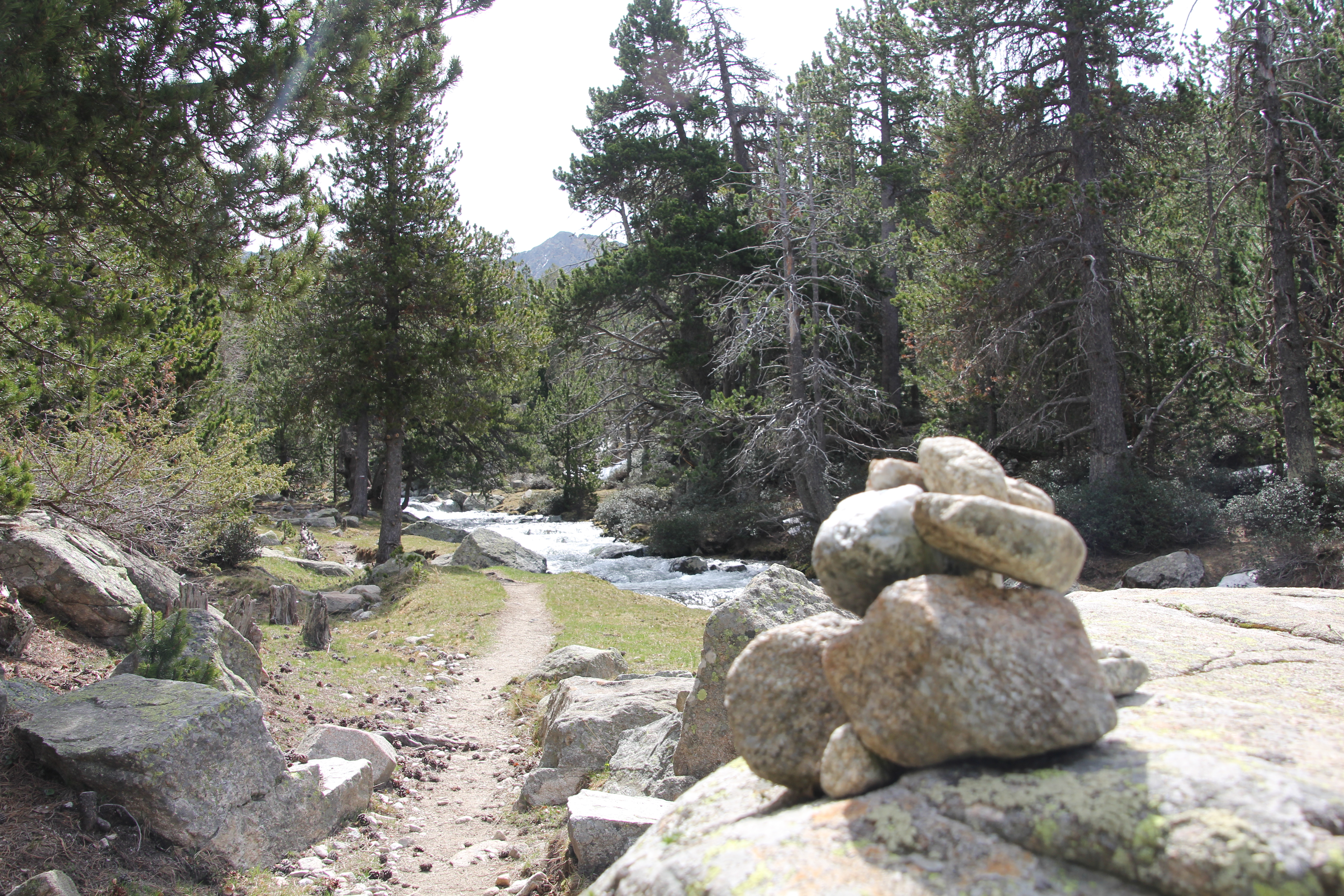
Un sentier dans la vallée du Madriu-Perafita-Claror
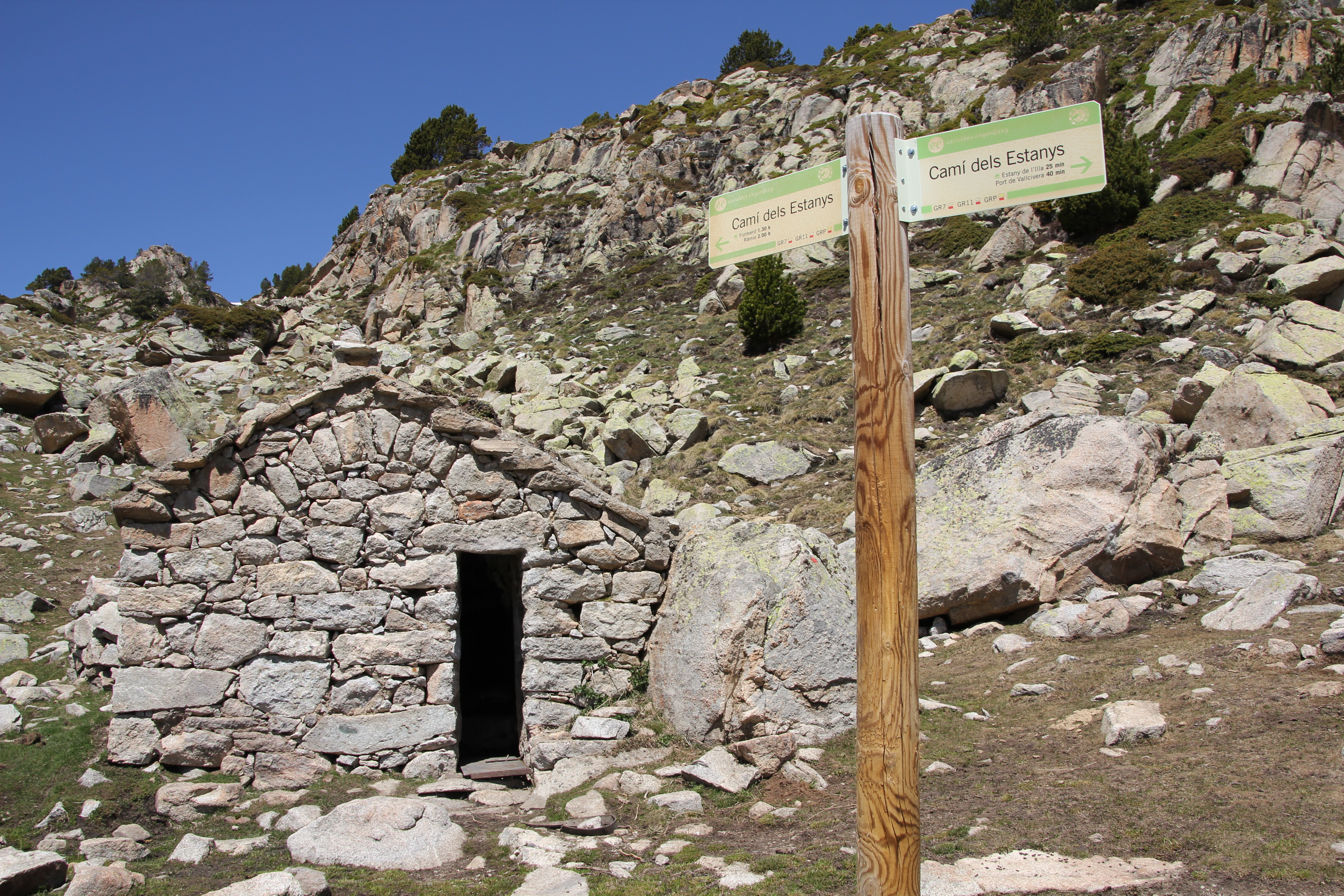
Panneaux d'information dans la vallée du Madriu
Carte des principaux chemins de randonnée et refuges d'Andorre

## Refuges de montagne
Le pays compte près d'une trentaine de refuges destinés aux randonneurs. Ceux-ci sont répartis assez largement sur le territoire avec une prédominance dans les zones les plus montagneuses du nord et du sud-est du pays où sont situés les principaux sites de randonnée du pays. En particulier la vallée d'Incles abrite trois refuges, et cinq ont été bâtis dans la vallée du Madriu-Perafita-Claror.
La plupart d'entre eux ont une capacité de 4 à 10 personnes, sont non gardés et ouverts toute l'année. Quatre refuges plus importants sont toutefois gardés pendant les mois d'été et de ce fait payants : le refuge Borda de Sorteny, le refuge de Coma Pedrosa, le refuge de Juclar et le refuge de l'Illa.

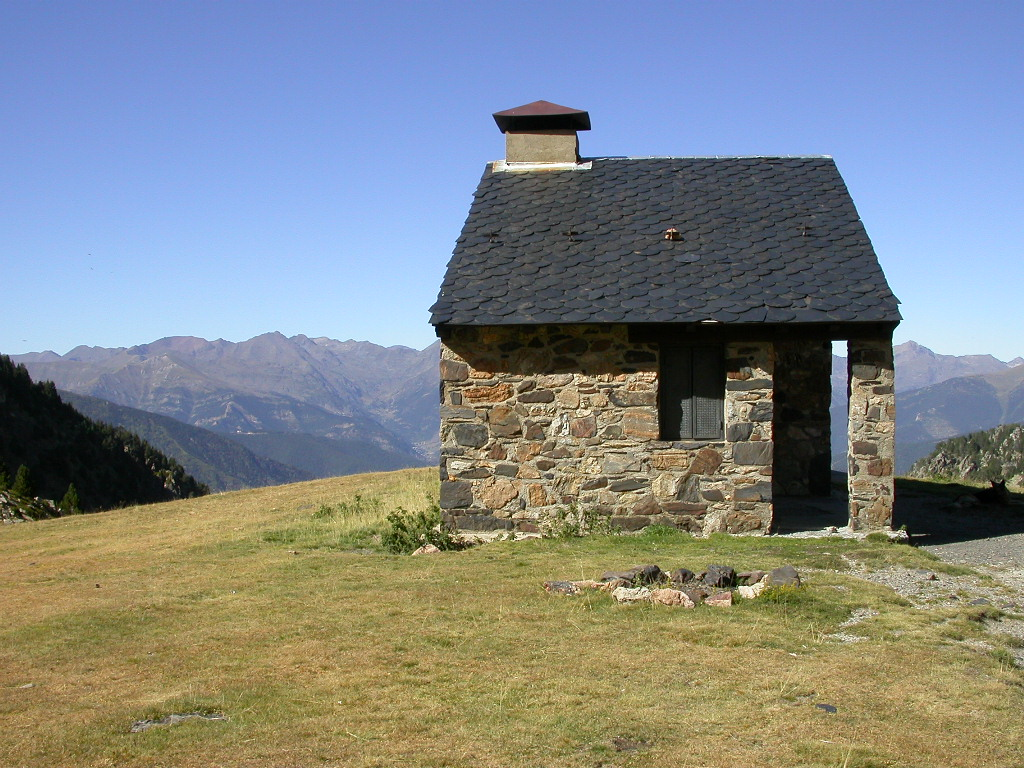
Le refuge de Prat Primer
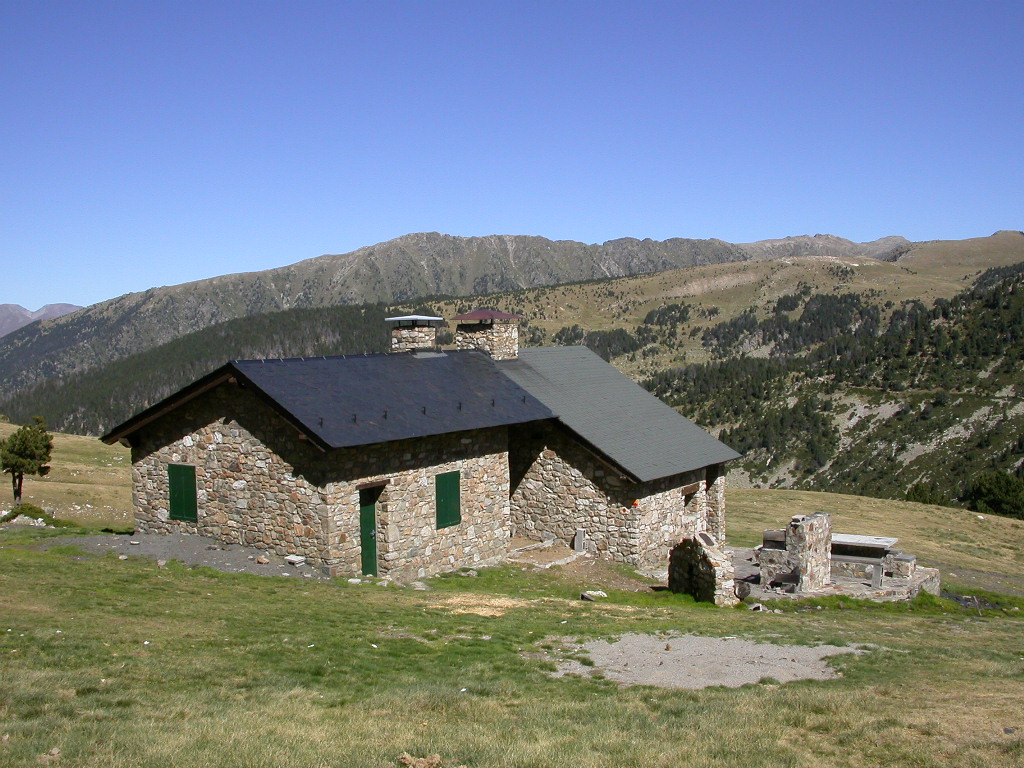
Le refuge de Claror
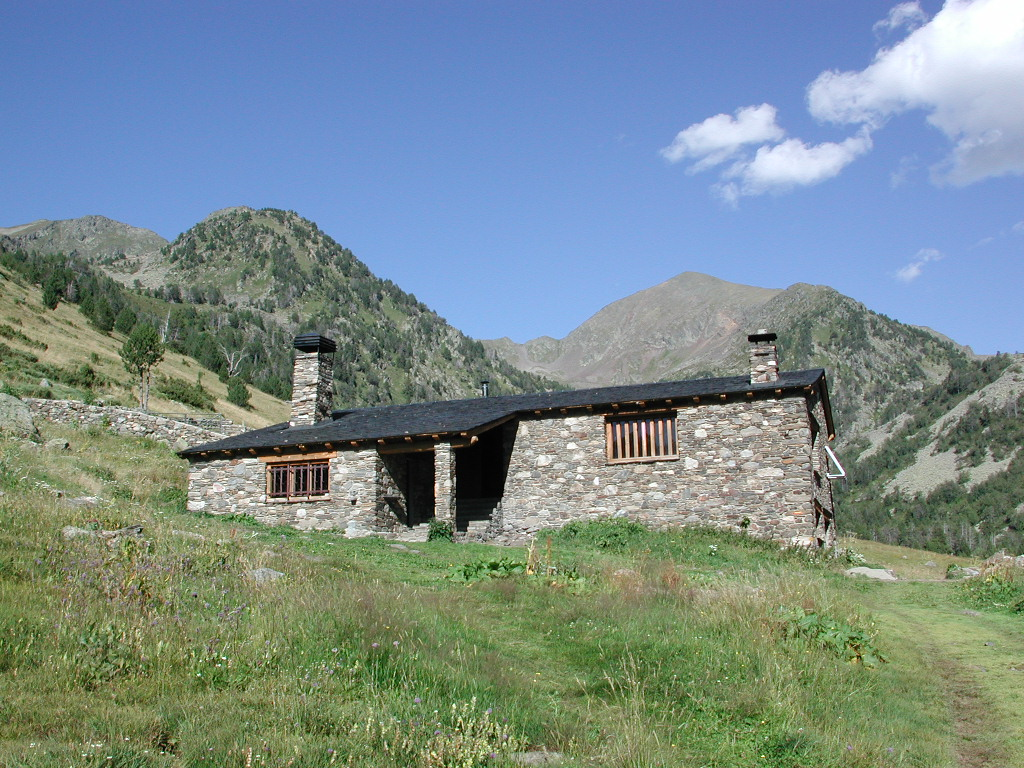
Le refuge Borda de Sorteny

## Principaux sites de randonnée

Carte des espaces naturels protégés d'Andorre

- La vallée d'Incles est le principal site de randonnée dans le pays[7]. D'un grand intérêt paysager, cette vallée glaciaire située dans la paroisse de Canillo abrite notamment l'Estany Primer de Juclar, le plus grand lac du pays. Trois refuges y ont été construits pour les randonneurs : la cabane de Siscaró, le refuge de Cabana Sorda et le refuge de Juclar.
- La vallée du Madriu-Perafita-Claror est une vallée glaciaire classée au patrimoine mondial de l'UNESCO. S'étendant sur plus de 4 200 ha et accessible uniquement à pied[8], elle représente « le dernier paysage intact d’Andorre »[9]. On y trouve en outre 70 % de toutes les espèces d’oiseaux d’Andorre[9].
- Le parc naturel des vallées du Coma Pedrosa (1 543 ha), situé au nord-ouest du pays, abrite le pic de Coma Pedrosa, le plus haut sommet du pays. Des sentiers d'écotourisme permettent également d'y apprécier la faune et la flore pyrénéenne[10].
- Le parc naturel de Sorteny (1 080 ha) constitue une réserve botanique de grande valeur, présentant plus de 750 espèces de plantes et flore de haute montagne, dont 60 sont uniques dans les Pyrénées[11]. Le parc est reconnu comme site Ramsar depuis 2012[12].
- Le cirque des Pessons

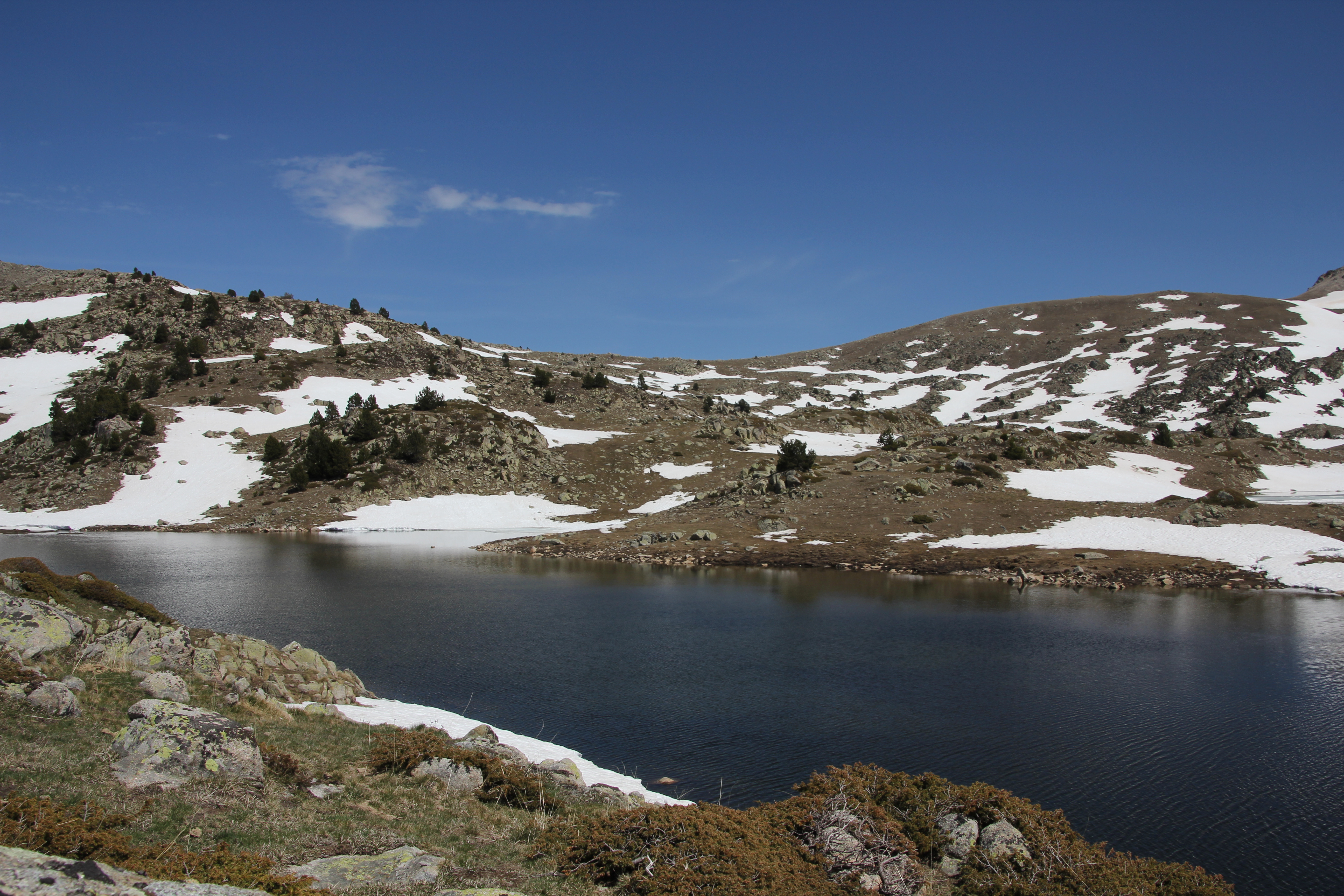
L'estany de la Bova dans la vallée du Madriu.
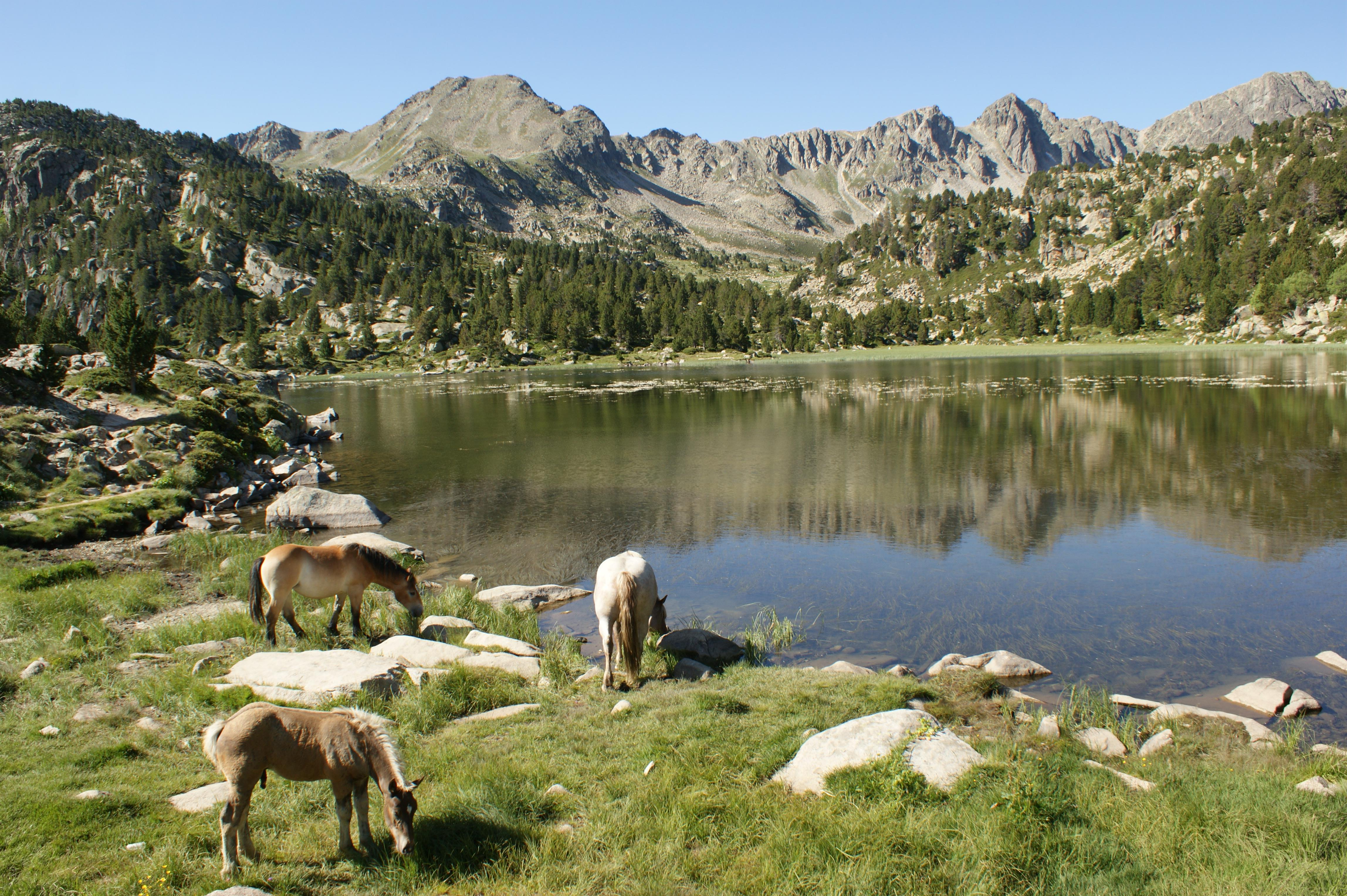
Le cirque des Pessons.
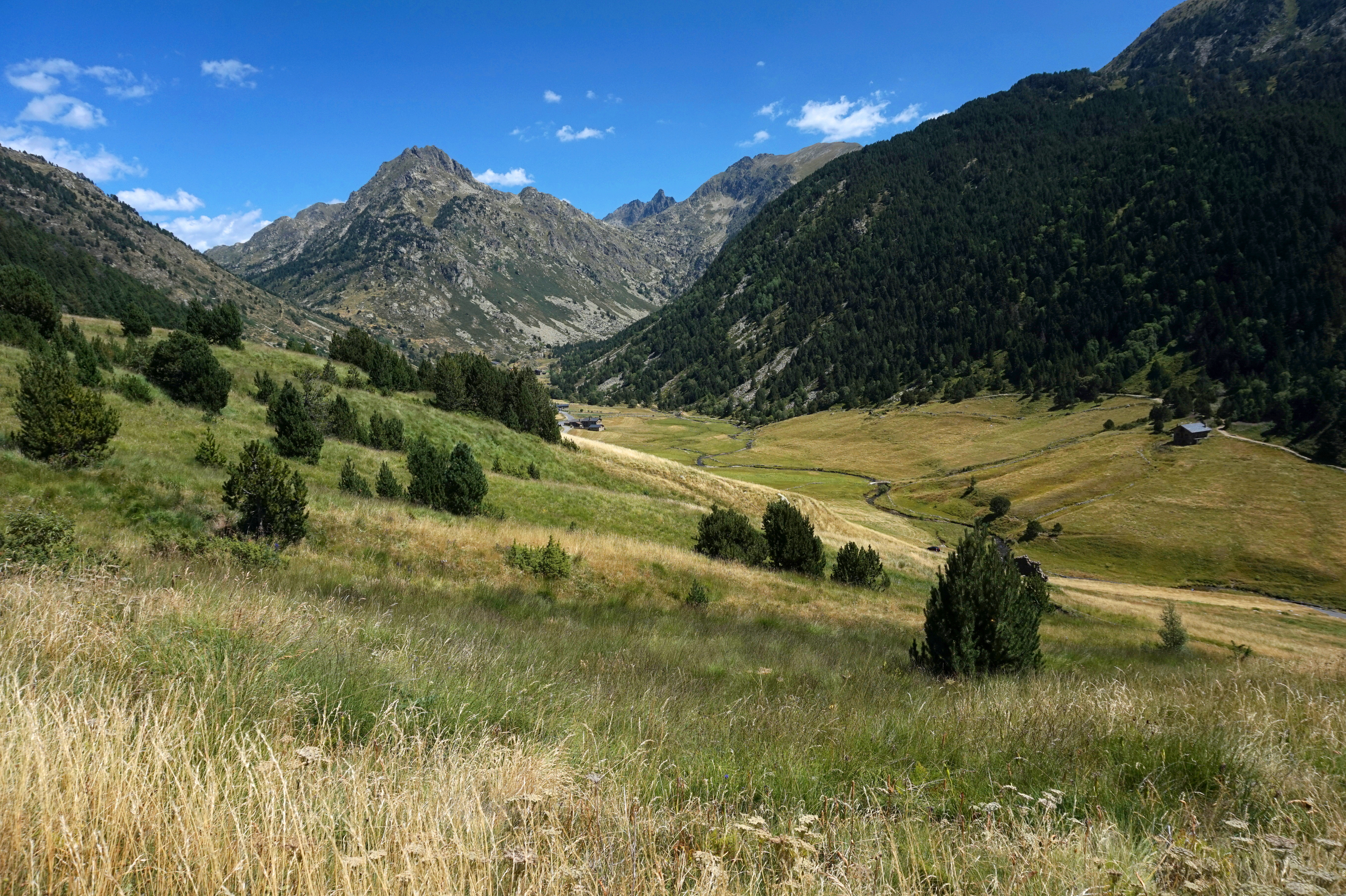
L'entrée de la vallée d'Incles
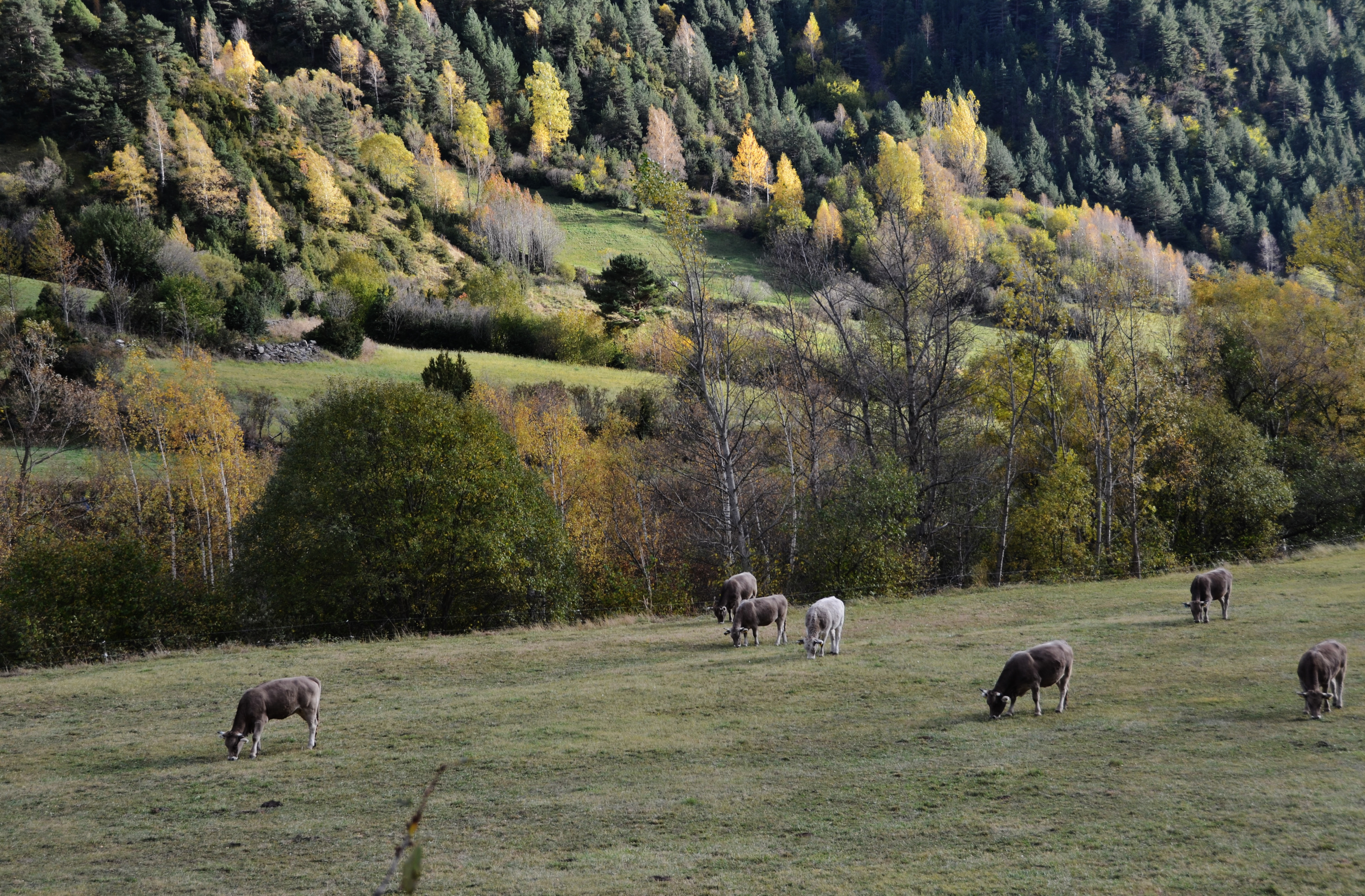
Le parc naturel de Sorteny